# Lunetic
Lunetic – czeski zespół muzyczny, w którego skład wchodzą Václav Jelínek, David Škach i Aleš Lehký. Okres największej popularności grupy przypadł na koniec lat 90. XX wieku.
Zespół założyli w 1995 roku Martin Kocián i Aleš Lehký. W 1998 r. wydali swój pierwszy album pt. Cik-cak. W tym samym roku uplasowali się na 10. miejscu wśród zespołów w plebiscycie Český slavík. Wylansowali m.in. przebój „Máma”.

## Dyskografia
Albumy
- Cik-cak (1998)
- Nohama na zemi (1999)
- Časoprostor (2000)
- Na přání (2002)
- Kapky příběhů (2007)
- Best of (2008)
- Na vlnách (2011)